# Gorontalo
För andra betydelser, se Gorontalo (olika betydelser).
Gorontalo är en stad på norra Sulawesi i Indonesien. Den är administrativ huvudort för provinsen Gorontalo och har cirka 220 000 invånare.

## Administrativ indelning
Gorontalo är indelad i sex underdistrikt (kecamatan):
- Dungingi
- Kota Barat
- Kota Selatan
- Kota Tengah
- Kota Timur
- Kota Utara